# Камынин, Дмитрий Васильевич
Дмитрий Васильевич Камынин (7 июня 1931, Мелехово, Советский район, Курская область, Центрально-Чернозёмная область, РСФСР, СССР — 10 февраля 1976) — советский хозяйственный и государственный деятель.

## Биография
Дмитрий Камынин родился 7 июня 1931 года в селе Мелехово Советского района Курской области.
В 1956 году окончил Воронежский сельскохозяйственный институт.
Работал в агропроме. В 1956—1961 годах был преподавателем Ушаковского училища механизации сельского хозяйства, трудился на Центрально-Чернозёмной машиноиспытательной станции в Курской области инженером, заведующим отделом, заведующим лабораторией.
В 1961 году перешёл на партийную работу. В 1961—1964 годах был инструктором и заведующим отделом Курского областного комитета КПСС. После работал секретарём партийного комитета Советского производственного колхозно-совхозного управления.
В 1965—1968 годах был первым секретарём Советского райкома КПСС Курской области, в 1970—1971 годах — секретарём Курского обкома КПСС.
С апреля 1971 года был председателем исполкома Курского областного Совета депутатов трудящихся. В том же году был избран депутатом Верховного Совета РСФСР.
Погиб 10 февраля 1976 года в автокатастрофе.
Награждён орденами Трудового Красного Знамени (1971) и Октябрьской Революции (1975).